# Differenze divise
In matematica, una differenza divisa è una quantità, definita in modo ricorsivo su punti distinti. Vengono utilizzate ad esempio nell'interpolazione polinomiale, nei metodi di interpolazione di Newton alle differenze divise e interpolazione di Hermite.

## Definizione
Dati {\displaystyle k+1}punti
{\displaystyle (x_{0},y_{0}),\ldots ,(x_{k},y_{k}).}
Definiamo le differenze divise come:
{\displaystyle [y_{\nu }]:=y_{\nu },\qquad \nu \in \{0,\ldots ,k\},}
{\displaystyle [y_{\nu },\ldots ,y_{\nu +j}]:={\frac {[y_{\nu +1},\ldots ,y_{\nu +j}]-[y_{\nu },\ldots ,y_{\nu +j-1}]}{x_{\nu +j}-x_{\nu }}},\qquad \nu \in \{0,\ldots ,k-j\},\ j\in \{1,\ldots ,k\}.}
Definiamo le differenze divise all'indietro come:
{\displaystyle [y_{\nu }]:=y_{\nu },\qquad \nu \in \{0,\ldots ,k\}}
{\displaystyle [y_{\nu },\ldots ,y_{\nu -j}]:={\frac {[y_{\nu },\ldots ,y_{\nu -j+1}]-[y_{\nu -1},\ldots ,y_{\nu -j}]}{x_{\nu }-x_{\nu -j}}},\qquad \nu \in \{j,\ldots ,k\},\ j\in \{1,\ldots ,k\}.}
dove {\displaystyle j} è l'ordine della differenza divisa.

## Notazione, differenze divise sui punti di una funzione
Se i punti {\textstyle \{x_{0},x_{1},\dots ,x_{k}\}} vengono dati come valori di una funzione {\displaystyle f}:
{\displaystyle (x_{0},f(x_{0})),\ldots ,(x_{k},f(x_{k})),}
si può trovare la notazione
{\displaystyle f[x_{\nu }]:=f(x_{\nu }),\qquad \nu \in \{0,\ldots ,k\},}
{\displaystyle f[x_{\nu },\ldots ,x_{\nu +j}]:={\frac {f[x_{\nu +1},\ldots ,x_{\nu +j}]-f[x_{\nu },\ldots ,x_{\nu +j-1}]}{x_{\nu +j}-x_{\nu }}},\qquad \nu \in \{0,\ldots ,k-j\},\ j\in \{1,\ldots ,k\}.}
Altre scritture equivalenti sono:
{\displaystyle [x_{0},\ldots ,x_{n}]f;}
{\displaystyle f_{n}[x_{0},\ldots ,x_{n}];}
{\displaystyle [x_{0},\ldots ,x_{n};f];}
{\displaystyle D[x_{0},\ldots ,x_{n}]f.}

## Rapporto con le derivate dif(x)
Quando due argomenti risultano coincidenti possiamo ugualmente dare un significato alla corrispondente differenza divisa di ordine {\displaystyle 1}, purché {\displaystyle f'(x)} esista in quel punto:
{\displaystyle f[x_{0},x_{0}]=\lim _{x\to x_{0}}f[x_{0},x]=\lim _{x\to x_{0}}{\frac {f(x)-f(x_{0})}{x-x_{0}}}=f'(x_{0}).}
Più in generale, definiamo
{\displaystyle f[\underbrace {x_{0},x_{0},\dots ,x_{0}} _{k+1}]={\frac {f^{(k)}(x_{0})}{k!}},}
la cui esistenza è dimostrabile.

## Esempi
Differenze divise per {\displaystyle \nu =0} e i primi valori di {\displaystyle j}:
{\displaystyle {\begin{aligned}{\mathopen {[}}y_{0}]&=y_{0};\\{\mathopen {[}}y_{0},y_{1}]&={\frac {y_{1}-y_{0}}{x_{1}-x_{0}}};\\{\mathopen {[}}y_{0},y_{1},y_{2}]&={\frac {[y_{1},y_{2}]-[y_{0},y_{1}]}{x_{2}-x_{0}}}={\frac {{\frac {y_{2}-y_{1}}{x_{2}-x_{1}}}-{\frac {y_{1}-y_{0}}{x_{1}-x_{0}}}}{x_{2}-x_{0}}}={\frac {y_{2}-y_{1}}{(x_{2}-x_{1})(x_{2}-x_{0})}}-{\frac {y_{1}-y_{0}}{(x_{1}-x_{0})(x_{2}-x_{0})}};\\{\mathopen {[}}y_{0},y_{1},y_{2},y_{3}]&={\frac {[y_{1},y_{2},y_{3}]-[y_{0},y_{1},y_{2}]}{x_{3}-x_{0}}}.\end{aligned}}}
Per evidenziare il processo ricorsivo, le differenze divise possono essere messe in forma tabellare
{\displaystyle {\begin{matrix}x_{0}&y_{0}=[y_{0}]&&&\\&&[y_{0},y_{1}]&&\\x_{1}&y_{1}=[y_{1}]&&[y_{0},y_{1},y_{2}]&\\&&[y_{1},y_{2}]&&[y_{0},y_{1},y_{2},y_{3}]\\x_{2}&y_{2}=[y_{2}]&&[y_{1},y_{2},y_{3}]&\\&&[y_{2},y_{3}]&&\\x_{3}&y_{3}=[y_{3}]&&&\\\end{matrix}}}

### Rapporto incrementale
Data una funzione {\displaystyle f}, presi due punti {\displaystyle (x_{0},f(x_{0})),(x_{1},f(x_{1}))}, la differenza divisa di ordine {\displaystyle 1}: 
{\displaystyle A_{1}=f[x_{0},x_{1}]={\frac {y_{1}-y_{0}}{x_{1}-x_{0}}}={\frac {f(x_{1})-f(x_{0})}{x_{1}-x_{0}}}={\frac {\Delta f}{\Delta x}}}
è il rapporto incrementale costruito su due punti per la quantità {\displaystyle h=x_{1}-x_{0}}.  

## Invarianza per permutazione
Per induzione matematica, non è difficile dimostrare che
{\displaystyle f[x_{0},x_{1},\dots ,x_{n}]=\sum _{k=0}^{n}{\frac {f(x_{k})}{\prod _{j=0,\ j\neq k}^{n}{(x_{k}-x_{j})}}}.}
Questa espressione ci permette di affermare che {\displaystyle f[x_{0},x_{1},\dots ,x_{n}]} è una funzione invariante a permutazione dei suoi argomenti, cioè 
{\displaystyle f[x_{0},x_{1},\dots ,x_{n}]=f[x_{i_{0}},x_{i_{1}},\dots ,x_{i_{n}}],}
dove {\textstyle (i_{0},i_{1},\dots ,i_{n})} denota una qualsiasi permutazione di {\textstyle (0,1,\dots ,n)}.